# Purpurová růže z Káhiry
Purpurová růže z Káhiry (v anglickém originále The Purple Rose of Cairo) je americký film z roku 1985, který natočil režisér Woody Allen podle vlastního sconáře. Hlavní role v něm ztvárnili Mia Farrowová, Jeff Daniels a Danny Aiello. Děj filmu se odehrává v roce 1935 v New Jersey a sleduje servírku Cecilii (Farrowová), která se snaží odejít od svého hrubého manžela Monka (Aiello). Často chodí do kina na stejný film. Jednoho dne si jí jeden z herců (Daniels) ve filmu všimne a projde čtvrtou stěnou z černobílého filmu do barevného světa a naváže s ní vztah. Jeho odchod z plátna způsobí rozruch. Film byl nominován na Oscara za nejlepší scénář. Dále byl nominován či vyhrál řadu cen.